# 苏代讷-拉维纳迪耶尔
苏代讷-拉维纳迪耶尔（法語：Soudaine-Lavinadière，法語發音：[sudɛn lavinadjɛʁ]）是法国科雷兹省的一个市镇，属于蒂勒区。该市镇于1790-1794年间由苏代讷（Soudaine）和拉维纳迪耶尔（Lavinadière）合并而成。

## 地理
苏代讷-拉维纳迪耶尔（45°33'25"N, 1°44'24"E）面积21.86 平方千米，位于法国新阿基坦大区科雷兹省，该省份为法国中南部省份，北起上维埃纳省和克勒兹省，西接多爾多涅省，南至洛特省，东临多姆山省和康塔爾省。
与苏代讷-拉维纳迪耶尔接壤的市镇（或旧市镇、城区）包括：阿菲约、尚伯雷、梅亚尔、佩里萨克、里亚克特雷尼亚克、特雷尼亚克。
苏代讷-拉维纳迪耶尔的时区为UTC+01:00、UTC+02:00（夏令时）。

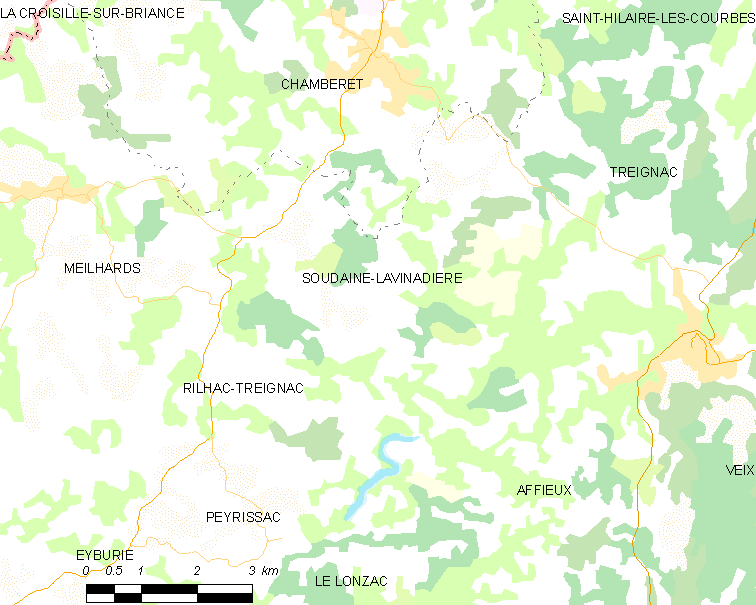
苏代讷-拉维纳迪耶尔的OSM定位图

## 行政
苏代讷-拉维纳迪耶尔的邮政编码为19370，INSEE市镇编码为19262。

## 政治
苏代讷-拉维纳迪耶尔所属的省级选区为塞亚克-莫内迪耶尔县。

## 人口

1962-2008年间苏代讷-拉维纳迪耶尔人口变化图示

苏代讷-拉维纳迪耶尔于2022年1月1日时的人口数量为143人。